# Kōta Hattori
Kōta Hattori (jap. 服部 公太, Hattori Kōta; * 22. November 1977 in der Präfektur Chiba) ist ein ehemaliger japanischer Fußballspieler.

## Karriere
Hattori erlernte das Fußballspielen in der Schulmannschaft der Shibuya Makuhari High School. Seinen ersten Vertrag unterschrieb er 1996 bei Sanfrecce Hiroshima. Der Verein spielte in der höchsten Liga des Landes, der J1 League. 1996 und 1999 erreichte er das Finale des Kaiserpokals. Am Ende der Saison 2002 stieg der Verein in die J2 League ab. 2003 wurde er mit dem Verein Vizemeister der J2 League und stieg in die J1 League auf. 2007 erreichte er das Finale des Kaiserpokals. Am Ende der Saison 2007 stieg der Verein wieder in die J2 League ab. 2008 wurde er mit dem Verein Meister der J2 League und stieg erneut in die J1 League auf. 2010 erreichte er das Finale des J.League Cup. Für den Verein absolvierte er 450 Spiele. 2012 wechselte er zum Zweitligisten Fagiano Okayama. Für den Verein absolvierte er 14 Spiele. Ende 2012 beendete er seine Karriere als Fußballspieler.

## Erfolge
Sanfrecce Hiroshima
- J.League Cup

Finalist: 2010
- Kaiserpokal

Finalist: 1996, 1999, 2007
- Supercup: 2008